# Klipduif
De klipduif (Columba rupestris) is een vogel uit de familie van de duiven (Columbidae).

## Verspreiding en leefgebied
Deze soort komt voor in centraal en oostelijk Azië en telt twee ondersoorten:
- C. r. turkestanica: Turkestan, de westelijk en noordelijke Himalaya en Tibet.
- C. r. rupestris: Mongolië, zuidelijk Siberië tot Korea, zuidelijk China en oostelijk Tibet.